# Holmens Provsti
Holmens Provsti var til og med 2011 et provsti i Københavns Stift, beliggende i Københavns Kommune.
Den 1. januar 2012 blev Holmens Provsti nedlagt og slået sammen med Østerbro Provsti under navnet Holmens-Østerbro Provsti.
Provsten har titlen Holmens provst og er tillige orlogsprovst.
Holmens Provsti bestod af 6 sogne med 8 kirker, fordelt på 6 pastorater.

## Pastorater
| Pastorater i Holmens Provsti | Pastorater i Holmens Provsti | Pastorater i Holmens Provsti |
| ---------------------------- | ---------------------------- | ---------------------------- |
| Frederiks Pastorat           | Garnisons Pastorat           | Holmens Pastorat             |
| Kastels Pastorat             | Sankt Pauls Pastorat         | Østervold Pastorat           |

## Sogne
| Sogne i Holmens Provsti | Sogne i Holmens Provsti | Sogne i Holmens Provsti |
| ----------------------- | ----------------------- | ----------------------- |
| Frederiks Sogn          | Garnisons Sogn          | Holmens Sogn            |
| Kastels Sogn            | Sankt Pauls Sogn        | Østervold Sogn          |